# My Last
My Last ist die Debütsingle des US-amerikanischen Rappers Big Sean. Sie wurde am 1. März 2011 als erste Single aus Seans Debütalbum Finally Famous veröffentlicht, welches im Juni desselben Jahres erschien. Der Contemporary-R&B- und Hip-Hop-Musiker Chris Brown trat dabei als Gastmusiker in Erscheinung. Nach der Veröffentlichung erreichte das Lied Platz 30 der Billboard Hot 100.

## Hintergrund
Das Lied, welches von Big Sean, Chris Brown und No I.D. geschrieben wurde, sampelt den Titel „Can You Stand the Rain“ der Band New Edition aus dem Jahr 1988. No I.D. fungierte neben seiner Tätigkeit als Songwriter gleichzeitig auch als Produzent des Liedes. Außerdem sagte Big Sean in einem Interview, dass er zuerst den gesamten Teil des Titels sang, also ohne Gastmusiker. Schließlich wäre Brown jedoch auf einem seiner Konzerte aufgetaucht und hätte Sean seine Handynummer hinterlassen. Da Sean selbst sagt, nicht so gut singen zu können wie Brown, rief er diesen später an und die beiden arbeiteten zusammen. Zu gleicher Zeit entstand auch das Lied „Paper, Scissors, Rock“, bei welchem Sean neben Hip-Hop-Musiker Timbaland ebenfalls mitwirkte und welches sich auf Browns viertem Studioalbum F.A.M.E. befindet. Brown machte zudem einen Freestyle-Rap des Titels, welches sich unter dem Namen Last auf seinem vierten Mixtape Boy in Detention befindet.

## Musikvideo
Das Musikvideo wurde am 18. März 2011 in West Hollywood, Kalifornien, gedreht. Der Clip wurde von TAJ Stansberry gedreht und beinhaltete Gastauftritte von den Künstlern Kid Cudi und Teyana Taylor sowie Taz Arnold. Er feierte am 24. März bei Vevo Premiere.

## Erfolg

### Rezeption
Das Lied wurde überwiegend positiv bewertet. Die Website DJBooth.net hob dabei besonders den Liedtext positiv hervor, schrieb jedoch auch, dass sowohl Produzent No I.D. als auch Gastmusiker Chris Brown einen bedeutenden Beitrag bei der Single geleistet hätten.

### Kommerzieller Erfolg
Das Lied stieg in Deutschland und dem Vereinigten Königreich nicht in die Charts ein. In den Charts der Hot R&B/Hip-Hop Songs der USA erreichte die Single Rang vier, bei den Hot Rap Songs erlangte sie sogar Platz eins. In seiner ersten Woche in den Billboard Hot 100 stieg der Titel auf Platz 89 ein, bevor er im Juli mit Position 30 seine Höchstposition erreichte. Diese Platzierung hielt er nur eine Woche, bevor er in der Liste wieder nach hinter fiel.
| ChartsChartplatzierungen       | Höchstplatzierung | Wochen |
| ------------------------------ | ----------------- | ------ |
| Vereinigte Staaten (Billboard) | 30 (21 Wo.)       | 21     |

| ChartsJahrescharts (2011)      | Platzierung |
| ------------------------------ | ----------- |
| Vereinigte Staaten (Billboard) | 100         |

## Auszeichnungen und Nominierungen
Bei den BET Hip Hop Awards 2011 war das Lied für einen Preis in der Kategorie „Best Hip Hop Video“ nominiert, verlor jedoch gegen „Look at Me Now“, einer Zusammenarbeit von Brown, Lil Wayne und Busta Rhymes. Bei den MTV Video Music Awards 2011 wurde Big Sean anhand der Single als „Best New Artist“ vorgeschlagen, erhielt jedoch abermals keine Auszeichnung. Diese ging an Tyler, the Creator und dessen Lied „Yonkers“.